# Síndrome de Tietze
La síndrome de Tietze és una inflamació benigna d'un o més cartílags costals. Va ser descrita per primera vegada el 1921 pel cirurgià alemany Alexander Tietze i posteriorment va rebre el seu nom. Aquest trastorn es caracteritza per dolor a la palpació i inflor de la paret toràcica anterior (frontal) a les unions costocondral (costella a cartílag), esternocostal (cartílag a l'estèrnum) o esternoclavicular (clavícula a l'estèrnum). La síndrome de Tietze afecta les costelles veritables i té una predilecció per la 2a i 3a costella, afectant habitualment només una articulació.
En els serveis d'urgències, s'estima que entre el 20 i el 50% dels dolors toràcics no cardíac es deu a una causa musculoesquelètica. Malgrat que la costocondritis o la síndrome de Tietze són un motiu habitual per a les visites a urgències, a vegades es diagnostican erròniament com angina de pit, pleuritis i altres afeccions cardiopulmonars greus a causa d'una presentació similar. Tot i que la síndrome de Tietze es pot diagnosticar erròniament, s'han de descartar condicions que amenacen la vida amb símptomes similars com l'infart de miocardi (atac de cor) abans del diagnòstic d'altres afeccions.
La síndrome de Tietze sovint es confon amb la costocondritis. La síndrome de Tietze es diferencia de la costocondritis per la inflor dels cartílags costals, que no apareix en la costocondritis. A més, la costocondritis afecta la 2a a la 5a costella, mentre que la síndrome de Tietze normalment afecta la 2a o 3a costella.